# Ánchel Conte
Pour les articles homonymes, voir Conte (homonymie).
Ánchel Conte Cazcarro, né le 15 octobre 1942 à Alcolea de Cinca (province de Huesca) et mort le 22 novembre 2023 à Almería (province d'Almería), est un écrivain, poète et historien espagnol de langue aragonaise.

## Biographie
Docteur en histoire, Ánchel Conte enseigne dans le secondaire jusqu’à sa retraite en 2003. Militant de la lutte contre le franquisme, il a réorganisé le PCE (Parti communiste espagnol) dans la province de Teruel. Il est  membre de la Izquierda Unida de Aragón.
Il est un des membres fondateurs de la revue Andalán. Il fait aussi partie des fondateurs du Consello d'a Fabla Aragonesa (« Conseil de la langue aragonaise »). Professeur d’histoire à Aínsa, il réalise une collecte du folklore du Sobrarbe et fonde le groupe folklorique Viello Sobrarbe.

## Publications

### Poésie
- No deixez morir a mía voz, 1972 (réédition en 1986 ; traduction en castillan et en russe, 2002)
- O tiempo y os días, 1996
- E zaga o mar o desierto, 2002 (traduit en asturien)  prix Saputo de la meilleure œuvre en aragonais 2002
- Luna que no ye luna / luna que no es luna, 2014 (réédité en 2015)

### Récits
- O rafe d'o espiello, 1997
- De ordo sacerdotalis, 2004

### Romans
- O bolito d'as sisellas, 2000  prix Saputo de la meilleure œuvre en aragonais 2000
- Aguardando lo zierzo, 2002 ; traduction en russe (2004), en castillan, Esperando al cierzo (2007 ; 3e édition, 2009) et en français : Cierzo (2009), éditions de la Ramonda   prix de la ville de Barbastro, 2002